# Čarodějnické procesy ve Fuldě

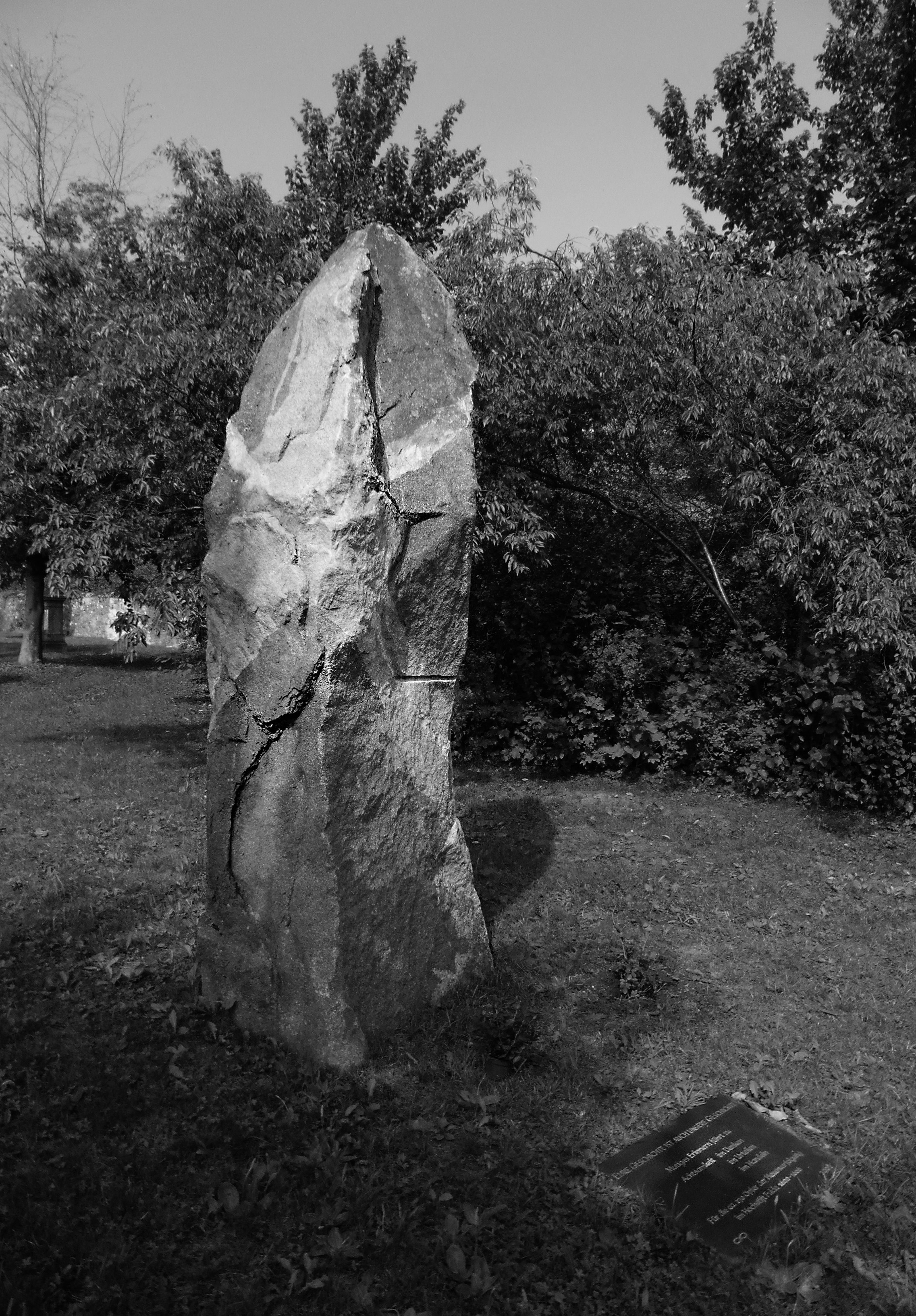
Památník na čarodějnické procesy ve Fuldě

Čarodějnické procesy ve Fuldě v Německu, ke kterým došlo v letech 1603 až 1606, měly na svědomí přibližně 250 lidských životů (většinou žen, ale mezi oběťmi byly i muži). Byly jedněmi ze čtyř největších čarodějnických procesů v Německu, spolu s čarodějnickými procesy v Trevíru, Würzburgu a Bamberku. Pronásledování nařídil katolický kníže-opat Balthasar von Dernbach, stoupenec protireformace. Kryptoprotestanti byli popravováni na základě obvinění z čarodějnictví. V roce 2008 byl na paměť obětí těchto čarodějnických procesů ve Fuldě vztyčen památník.

## Popis události
Čarodějnické procesy ve Fuldě nařídil kníže-opat Balthasar von Dernbach, kterého luteráni v roce 1576 vyhnali kvůli jeho protireformační politice a k moci se vrátil v roce 1602. Po svém návrtu obnovil protireformaci a vyhlásil vyšetřování čarodějnic a dalších nežádoucích osob. Procesům předsedal Balthasar Nuss, který se k němu připojil během jeho pobytu v exilu. Poté byl Nuss jmenován Zentgrafem z Hofbieberu a Malefizmeisterem.
Vyšetřování začalo v březnu 1603 a krátce poté ve městě započalo zatýkání. Jednou z prvních a nejznámějších obětí těchto procesů byla Merga Bien, jejíž případ se dokonce dostal k říšskému komornímu soudu. Balthasar von Dernbach používal obvinění z čarodějnictví jako nástroj protireformace, neboť během nich byli zatýkáni kryptoprotestanti a další nepohodlné osoby.
Přesný počet obětí není znám, ale ví se, že jich bylo nejméně 200. Nuss během čarodějnických procesů v mnoha ohledech porušil platné předpisy. Během mučení podezřelých se ptal na konkrétní jména, vymýšlel obzvláště kruté mučící techniky a obohacoval se z majetku popravených a jejich rodin. Během procesu s Nussem jej žalobci obvinili ze smrt 239 lidí, zatímco on sám se přiznal k 205.
Hon na čarodějnice ustal krátce po smrti knížete-opata Balthasara von Dernbach, který zemřel 15. března 1605. V roce 1606 byl Nuss uvězněn a obviněn, že se během procesů neoprávněně obohatil. Ve vazbě zůstal 13 let. Poté, co Ingolstadtská univerzita dospěla k rozhodnutí, byl Nuss v roce 1618 stať.